# Kanifing Municipal Council
Der Kanifing Municipal Council (abgekürzt KMC) ist der Gemeinderat der Gemeinde Kanifing, der Gemeinde des westafrikanischen Staat Gambia das auch als Kombo-St. Mary Area bekannt ist. Dem Gemeinderat steht ein Lord Mayor vor. Seit den Regionalwahlen in Gambia 2018 am 12. Mai 2018, ist Talib Ahmed Bensouda (United Democratic Party) Amtsinhaber dieser Position.

## Sitz des KMC
Der Sitz des KMC ist am Banjul-Serekunda Highway in der Nähe der Westfield Junction.

## Geschichte
Bis 1990 wurde der Gemeinderat als Kanifing Urban District Council (K.U.D.C.) bezeichnet.
Die Sitze im Stadtrat wurden in den 1990ern bis 2018 mehrheitlich von der Alliance for Patriotic Reorientation and Construction (APRC) eingenommen.

## Liste der Bürgermeister von Kanifing
| Amtsinhaber | Partei | Amtszeit                              |
| --- | ------ | ------------------------------------- |
| Abdoulie Conteh, Vorsitzender des Gemeinderates                                                                       | APRC   | 1994–2000                             |
| Famara R. I. Jammeh, Vorsitzender des Gemeinderates                                                                   | APRC?  | 2000                                  |
| Abdoulie Conteh, Vorsitzender des Gemeinderates                                                                       | APRC   | 2000–2002                             |
| Abdoulie Conteh, Bürgermeister                                                                                        | APRC   | 2002–2006                             |
| 0000Francis Gomez, stellvertretender Bürgermeister (1996–2006) 0000Alieu Momar N'Jai, stellvertretender Bürgermeister | APRC?  | 2006                                  |
| Francis Gomez, geschäftsführender Bürgermeister (Acting Mayor)                                                        | APRC?  | Sep. 2006–Apr. 2007                   |
| Yankuba Colley, geschäftsführender Bürgermeister (Acting Mayor)                                                       | APRC   | ?–1. November 2007                    |
| Gibou M. Jagne (Interim)                                                                                              |        | 1. November 2007 bis 12. Februar 2008 |
| Yankuba Colley, Bürgermeister (Mayor)                                                                                 | APRC   | 12. Februar 2008–2014                 |
| Yankuba Colley, Oberbürgermeister (Lord Mayor)                                                                        | APRC   | 2014–2018                             |
| Talib Ahmed Bensouda, Oberbürgermeister (Lord Mayor)                                                                  | UDP    | seit 21. Mai 2018                     |